# انتخابات الرئاسة التشيلية 1861
انتخابات الرئاسة التشيلية 1861 هي انتخابات رئاسية جرت في 1861، في تشيلي، لانتخاب رئيس تشيلي.
فاز بالانتخابات José Joaquín Pérez ‏.